# Djaghatsadzor
Djaghatsadzor (in armeno Ջաղացաձոր?, conosciuto anche come Jaghatsadzor) è un comune dell'Armenia di 181 abitanti (2009) della provincia di Gegharkunik.